# Jane Monheit
Jane Monheit (Long Island, 3 novembre 1977) è una cantante statunitense.

## Biografia
Jane Monheit nasce nel 1977 a Long Island e cresce in una famiglia di musicisti. Fin da bambina ascolta musica classica, jazz, bluegrass e folk e studia clarinetto così come teoria musicale. Nel canto si ispira a grandi nomi del jazz quali Sarah Vaughan e Carmen McRae, ma è soprattutto Ella Fitzgerald ad influenzarla. Col tempo prende come esempi anche cantanti e band del suo tempo, tra cui Joni Mitchell, Take Six e i New York Voices.

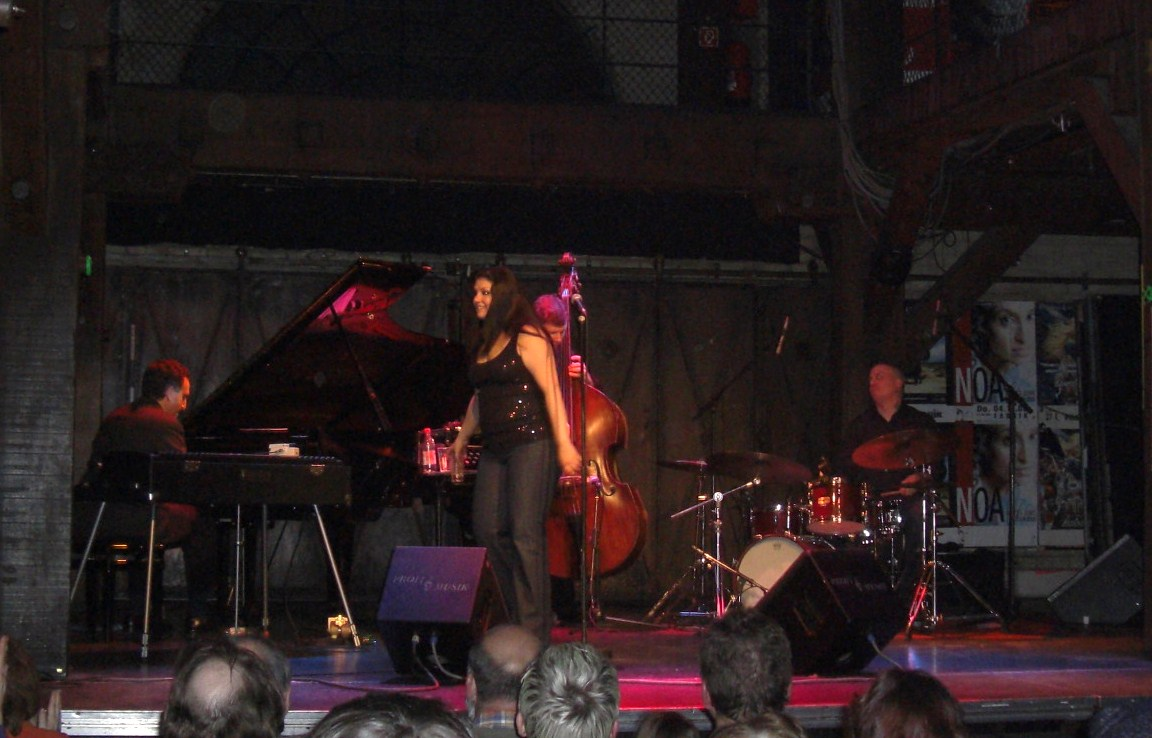
Jane Monheit in concerto

A 20 anni partecipa ad una famosa competizione jazz del Thelonius Monk Institute.  La giuria, composta tra gli altri da Dee Dee Bridgewater, Nnenna Freelon, Diana Krall e Dianne Reeves, viene colpita dalla fresca sicurezza, dalla calda voce e dai toni swing del suo canto.
L'ex manager di Diana Krall le fa firmare il suo primo contratto. Il risultato è "Never Never Land" che entra subito nelle classifiche Billboard al n. 2 dietro Diana Krall, rimane nelle classifiche jazz per 70 settimane, conquista il primo posto nella lista dei bestseller di Amazon ed è premiato dalla  "Jazz Journalist Association" come migliore album di debutto. Già allora, Ron Carter esprime la sua ammirazione per la giovanissima cantante con le parole: "Chiunque conosca una cantante migliore, mi telefoni".
Nel settembre 2010 Jane Monheit ha pubblicato il suo nuovo album, "HOME", un disco giocato su toni medi, molto jazz, sussurrato e swingante al tempo stesso. Il tutto grazie anche ad una sezione ritmica di tutto rispetto, nella miglior tradizione del crooning, forte degli straordinari Frank Vignola e John Pizzarelli alle chitarre.

## Premi e riconoscimenti
Nominations
- 2003 - Grammy Award for Best Instrumental Arrangement Accompanying Vocalist(s); "Since You've Asked"
- 2005 - Grammy Award for Best Instrumental Arrangement Accompanying Vocalist(s); "Dancing in the Dark"

## Discografia
- 2000 - Never Never Land
- 2001 - Come Dream with Me
- 2002 - In the Sun
- 2004 - Taking a Chance on Love
- 2005 - The Season
- 2007 - Surrender
- 2009 - The Lovers, the Dreamers and Me
- 2010 - Home
- 2013 - The Heart of the Matter
- 2016 - The Songbook Sessions: Ella Fitzgerald
- 2021 - Come What May

Live
- 2003 - Live at the Rainbow Room

Raccolte
- 2005 - The Very Best of Jane Monheit